# Casal di Principe
Casal di Principe o Casale es una "comuna" (municipio) en la provincia de Caserta, situada en la región italiana de Campania. Se encuentra localizada a 25 kilómetros al noroeste de Nápoles y, aproximadamente, a 20 kilómetros al suroeste de Caserta. Durante la época fascista constituyó, junto con las vecinas ciudades de San Cipriano d'Aversa y Casapesenna, el municipio de Albanova (Nuevo Amanecer).

## Datos demográficos
La municipalidad de Casal di Principe tenía una población de 18.499 habitantes en el año 1991, de acuerdo con los resultados del censo nacional elaborado en esa misma fecha. El posterior censo hecho en el 2001 puso de manifiesto que la población había experimentado un crecimiento del 7'35%, hasta llegar a situarse en la cifra de 19.859 habitantes (los cuales se hallan repartidos en un total de 5.810 familias).
A continuación aparece representada una gráfica en la que es fácilmente apreciable el crecimiento poblacional de esta localidad italiana, desde el año 1861 hasta el año 2001.
| Gráfica de evolución demográfica de Casal di Principe entre 1861 y 2001 |
|                                                                         |
| Fuente ISTAT - elaboración gráfica de Wikipedia                         |

## La actividad de la Camorra
Este municipio italiano es famoso por ser la ciudad natal de varios clanes criminales vinculados a la Camorra, como es el caso del clan Casalesi, el cual está liderado por Francesco Schiavone. De hecho, este sindicato de la delincuencia organizada ejerce un gran control sobre la vida económica de la localidad, llegando a tener una serie de ramificaciones regionales, nacionales e incluso, internacionales.
Según el libro Gomorra, de Roberto Saviano, Casale posee dos curiosos registros: ser la localidad italiana con mayor número relativo de asesinatos y el récord de ventas de automóviles de lujo Mercedes-Benz